# باشگاه فوتبال گرمیو
گرمیو فوتبال پورتو آلِگره (به پرتغالی: ˈɡɾẽmju ˌfutʃˈbɔw ˌpoɾtw ɐlɛˈɡɾẽsi) که با نام گرمیو شناخته می‌شود تیم فوتبال حرفه‌ای مستقر در پورتو آلگری (برزیل) است که در لیگ برتر فوتبال برزیل و قهرمانی گائوشو حضور دارد.
گرمیو در ۱۵ سپتامبر ۱۹۰۳ (۲۳ شهریور ۱۲۸۲ شمسی) توسط مهاجران آلمانی و انگلیسی تأسیس شد. از افتخارات این تیم می‌توان به یک بار قهرمانی در جام بین قاره‌ای، سه بار قهرمانی در جام لیبرتادورس، دو بار قهرمانی در لیگ برتر فوتبال برزیل و پنج قهرمانی در جام حذفی فوتبال برزیل اشاره کرد.
لباس و لوگوی این تیم متشکل از سه رنگ آبی، سیاه و سفید است و به همین دلیل به تری‌کلور (Tricolour) به معنی سه رنگ‌ها نیز شهره‌اند.

## بازیکنان برجسته
- رونالدینیو
- لوییس سوارز
- دیگو کاستا
- لوکاس سیلوا

## افتخارات
- سری آ برزیل

قهرمان (۲): ۱۹۸۱، ۱۹۹۶
نایب قهرمان (۴): ۱۹۸۲، ۲۰۰۸، ۲۰۱۳؛ ۲۰۲۳
- قهرمانی گائوشو

قهرمان (۴۳): 1921, 1922, 1926, 1931, 1932, 1946, 1949, 1956, 1957, 1958, 1959, 1960, 1962, 1963, 1964, 1965, 1966, 1967, 1968, 1977, 1979, 1980, 1985, 1986, 1987, 1988, 1989, 1990, 1993, 1995, 1996, 1999, 2001, 2006, 2007, 2010, 2018, 2019, 2020, 2021, 2022, 2023, 2024
نایب قهرمان (۲۸)
- جام حذفی فوتبال برزیل

قهرمان (۵): ۱۹۸۹، ۱۹۹۴، ۱۹۹۷، ۲۰۰۱، ۲۰۱۳
- جام بین قاره‌ای فوتبال

قهرمان (۱): ۱۹۸۳
نایب قهرمان (۱): ۱۹۹۵
- جام لیبرتادورس

قهرمان (۳): ۱۹۸۳، ۱۹۹۵، ۲۰۱۷
نایب قهرمان (۲): ۱۹۸۴، ۲۰۰۷
- رکوپا سودامریکانا

قهرمان (۲): ۱۹۹۶، ۲۰۱۸
- سوپر جام فوتبال برزیل

قهرمان (۱): ۱۹۹۰
- رکوپا گائوشو

قهرمان (۴): ۲۰۱۹، ۲۰۲۱، ۲۰۲۲، ۲۰۲۳
- کوپا اف‌جی‌اف

قهرمان (۱): ۲۰۰۶
- کوپا سول

قهرمان (۱): ۱۹۹۹
- کوپا سول-برزیلیرو

قهرمان (۱): ۱۹۶۲
- جام باشگاه های جهان

نایب قهرمان (۱): ۲۰۱۷